# Jonglei

Delstatens läge i Sydsudan.

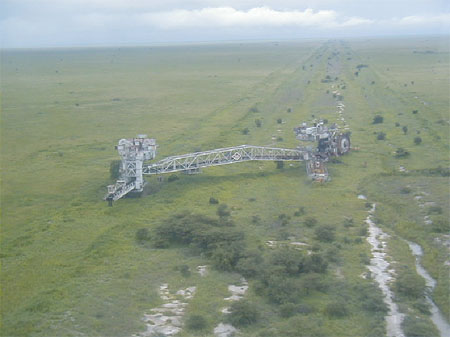
Kanalgrävaren Lucy användes för att skapa Jongleikanalen. Konstruktionen av kanalen upphörde 1983. Lucy har förblivit där sedan dess.Google maps.

Jonglei (arabiska: جونقلي, Junqali) är en av Sydsudans 10 delstater. Befolkningen uppgick till 1 358 602 invånare vid folkräkningen 2008 på en yta av 122 581 kvadratkilometer. Den administrativa huvudorten är Bor. Den nuvarande guvernören heter Kuol Manyang Juuk. Jonglei (Junqali) gränsar i öster till Etiopien.

## Administrativ indelning
Delstaten är indelad i 11 län (county):
- Akobo
- Ayod
- Bor South
- Canal/Pigi
- Duk
- Fangak
- Nyirol
- Pibor
- Pochalla
- Twic East
- Uror